# Bazon Brock

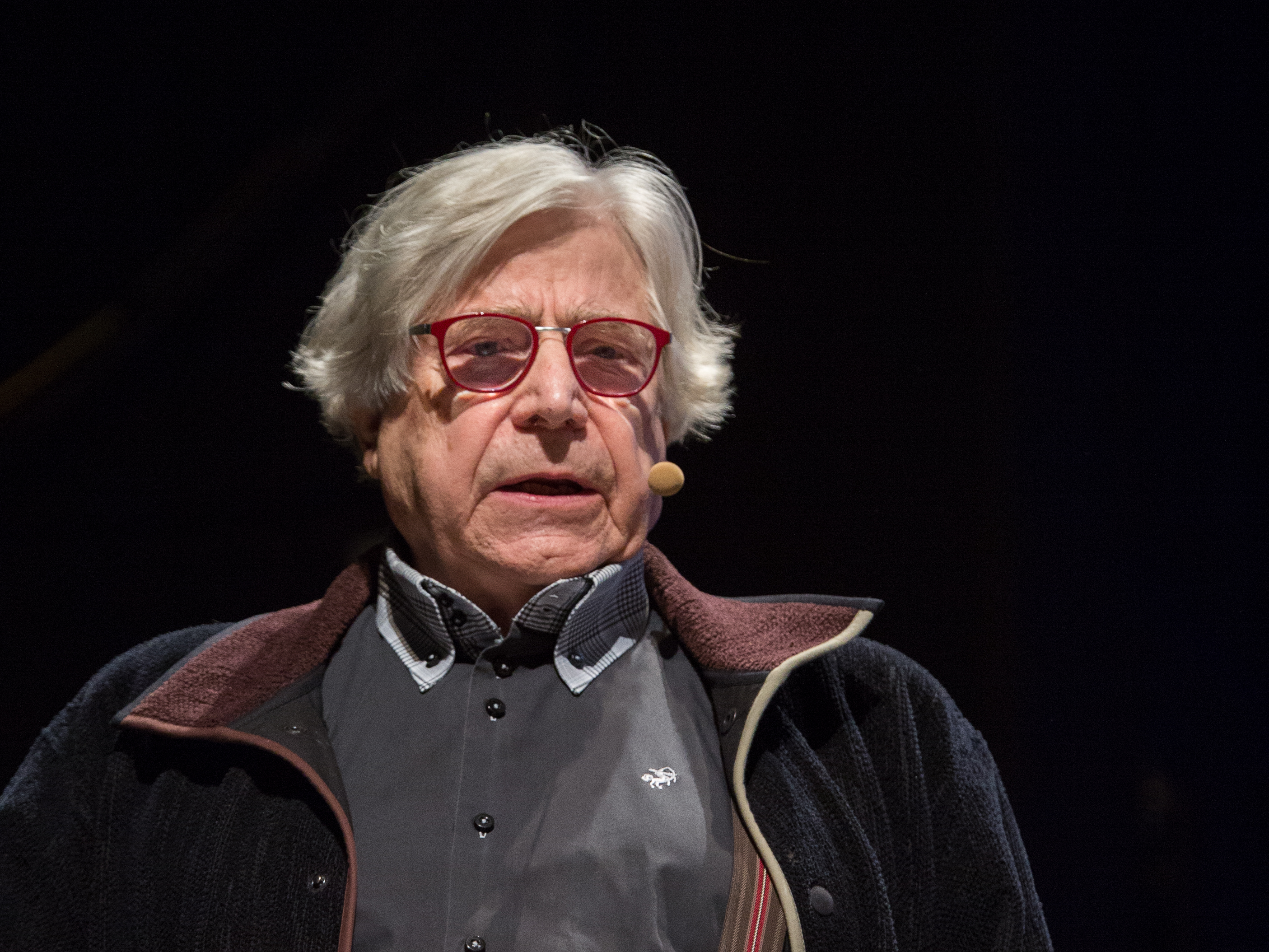
Bazon Brock auf der See-Conference (2017)

Bazon Brock (eigentlich Jürgen Johannes Hermann Brock; * 2. Juni 1936 in Stolp in Pommern) ist ein deutscher Kunsttheoretiker und emeritierter Professor für Ästhetik und Kulturvermittlung der Bergischen Universität Wuppertal. Brock ist ein Vertreter der Fluxus-Bewegung.

## Leben

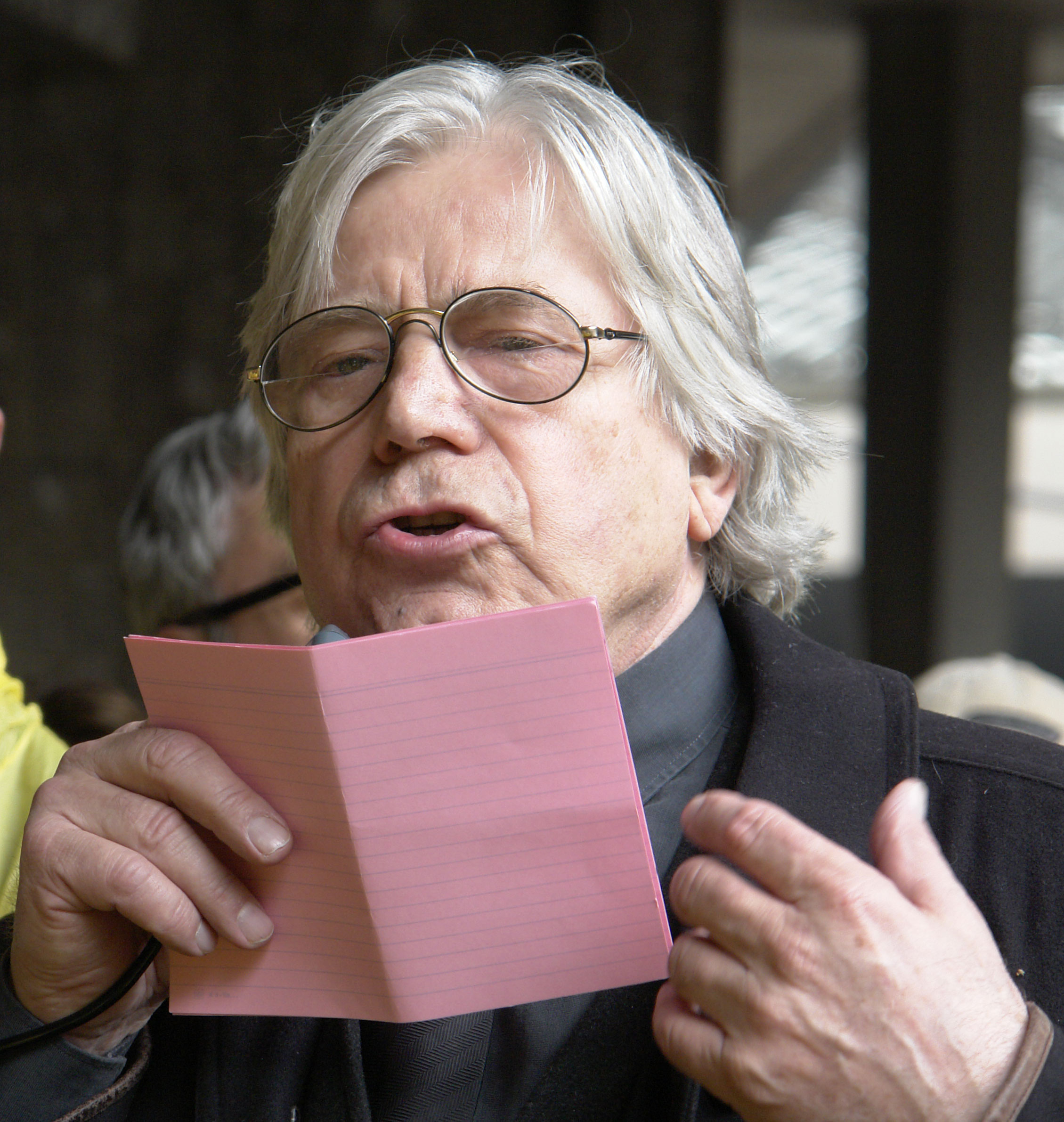
Bazon Brock 2006 in Köln anlässlich seiner Ausstellung im Museum Ludwig

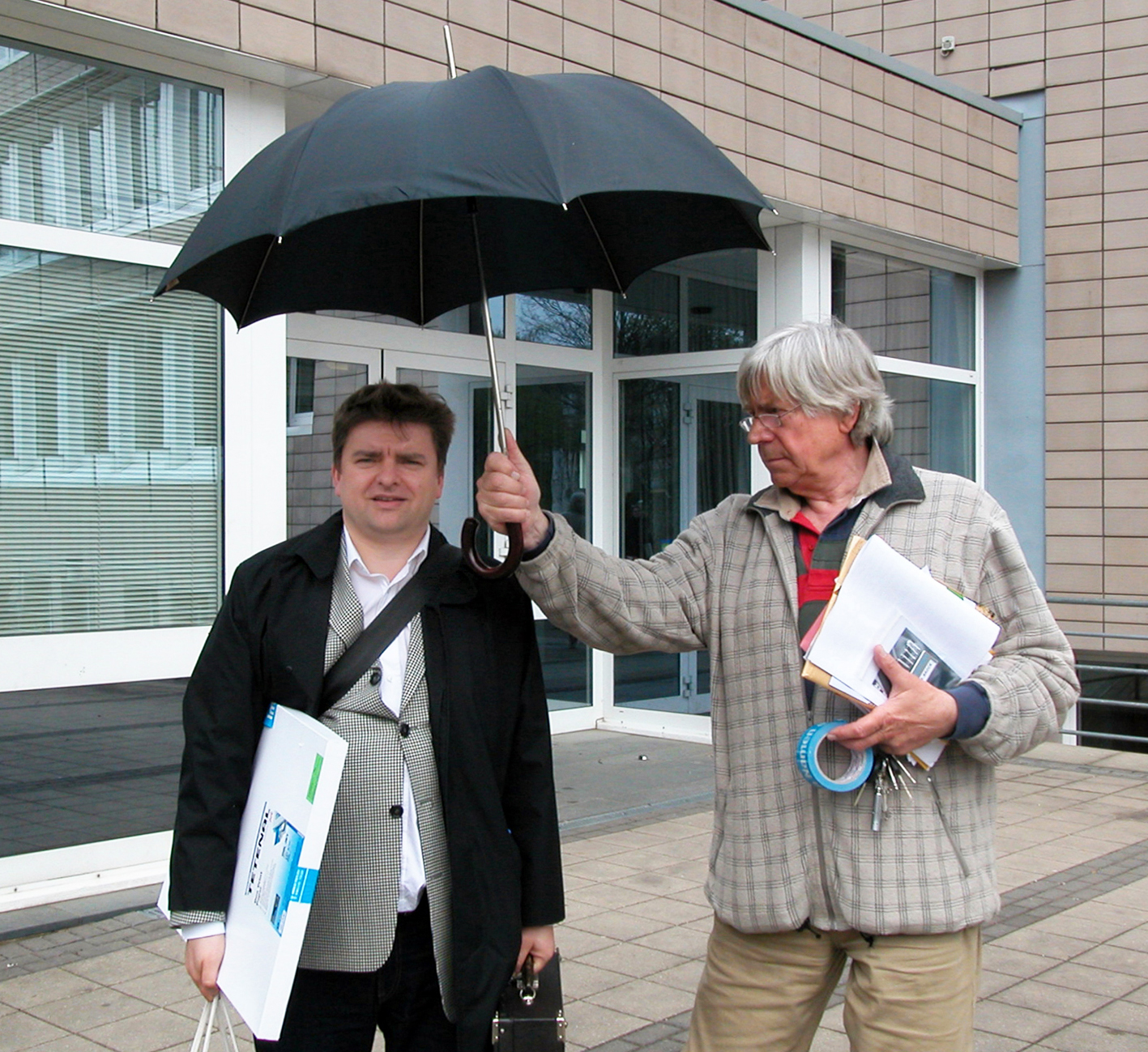
Bazon Brock und der Künstler Andreas Paeslack (2004)

### Kindheit und Schulbildung
Bazon Brock wurde als Sohn eines Historikers in Stolp geboren. Mütterlicherseits stammt er aus einer Lehrerfamilie, weitere Mitglieder der Familie kamen aus Straßburg. Sein Großvater war Gründer der „Herm. Brock Brotfabrik“. Im Zweiten Weltkrieg erlitt Brock eine schwere Vergiftung durch eine Phosphorbombe. Nachdem sein Vater vom sowjetischen Militär zum Tode verurteilt und erschossen worden war, flüchtete er mit seiner Mutter und seinen Geschwistern nach Dänemark, wo die Familie zwei Jahre in einem Internierungslager lebte und zwei seiner Geschwister in Folge der Entbehrungen starben.
Nach der Umsiedelung nach Schleswig-Holstein im Jahr 1947 besuchte er ab 1949 in Itzehoe das humanistische Gymnasium Kaiser-Karl-Schule und legte dort das Abitur ab. Den Spitznamen Bazon (griechisch für „Schwätzer“) erhielt er von seinem Lateinlehrer aufgrund seiner ausdauernden rednerischen Fähigkeiten.

### Akademischer Werdegang
Von 1957 bis 1964 studierte Brock Germanistik, Philosophie und Politikwissenschaften an der Universität Hamburg, der Johann Wolfgang Goethe-Universität Frankfurt und der Universität Zürich, unter anderem bei Theodor W. Adorno. Nach ersten Lehraufträgen wurde er als ordentlicher Professor an die Hochschule für Bildende Künste in Hamburg berufen (1965–1976). Im Jahr 1970 wirkte er als Gastdozent für Kunsttheorie und Neue Medien an den Kölner Werkschulen und lehrte ab 1978 als Professor an der Universität für angewandte Kunst Wien. Anschließend übernahm er 1981 die Professur für Ästhetik und Kulturvermittlung an der Bergischen Universität Wuppertal, wo er 2001 emeritiert wurde.
2014 erhielt er die Honorarprofessur für Prophetie an der Hochschule der Bildenden Künste Saar. 2010 war er Fellow am Kolleg Friedrich Nietzsche der Klassik-Stiftung Weimar. Er ist Mitglied im P.E.N.-Club Liechtenstein.
Von 2011 bis 2019 betrieb Brock die Denkerei mit dem „Amt für Arbeit an unlösbaren Problemen“ in Berlin, die seit der Schließung des Standorts als „Denkerei mobil“ mit Veranstaltungen an wechselnden Orten fortbesteht. Er lebt in Wuppertal-Cronenberg und Berlin.

### Künstlerisches Wirken
Parallel zu seinem Studium absolvierte Brock ab 1957 eine Dramaturgie-Ausbildung bei Rudolf Sellner und Claus Bremer am Landestheater Darmstadt und arbeitete ab 1960 als Dramaturg, zunächst am Stadttheater Luzern. Ebenfalls ab 1957 schrieb er erste Aktionslehrstücke, und es erfolgten erste Publikationen, z. B. der Lyrikband Kotflügel, Kotflügel (Itzehoe/Basel 1957). Das Fach Kunst, mit dem er oft in Zusammenhang gebracht wird, studierte er nicht universitär. Er gilt dennoch als ausgewiesener Kunstkenner, sowohl historischer als auch zeitgenössischer Werke. Gemeinsam mit unter anderem Friedensreich Hundertwasser, Joseph Beuys, Wolf Vostell, Nam June Paik, Tomas Schmit beteiligte er sich an künstlerischen Aktionen und Happenings. So war er beispielsweise am Festival der Neuen Kunst 1964 in Aachen und 1965 am 24-Stunden-Happening der Galerie Parnass in Wuppertal beteiligt.

## Auszeichnungen
- 1992: Ehrendoktorwürde der Technischen Wissenschaften von der Eidgenössischen Technischen Hochschule Zürich[11]
- 2004: Bundesverdienstkreuz 1. Klasse[5]
- 2012: Ehrendoktorwürde der Hochschule für Gestaltung Karlsruhe[11]
- 2014: Ehrenmitglied des Deutschen Designer Clubs DDC
- 2016: Von der Heydt-Preis der Stadt Wuppertal[12]
- 2017: Österreichisches Ehrenkreuz für Wissenschaft und Kunst 1. Klasse.[13]

## Lehre

### Arbeitsschwerpunkte

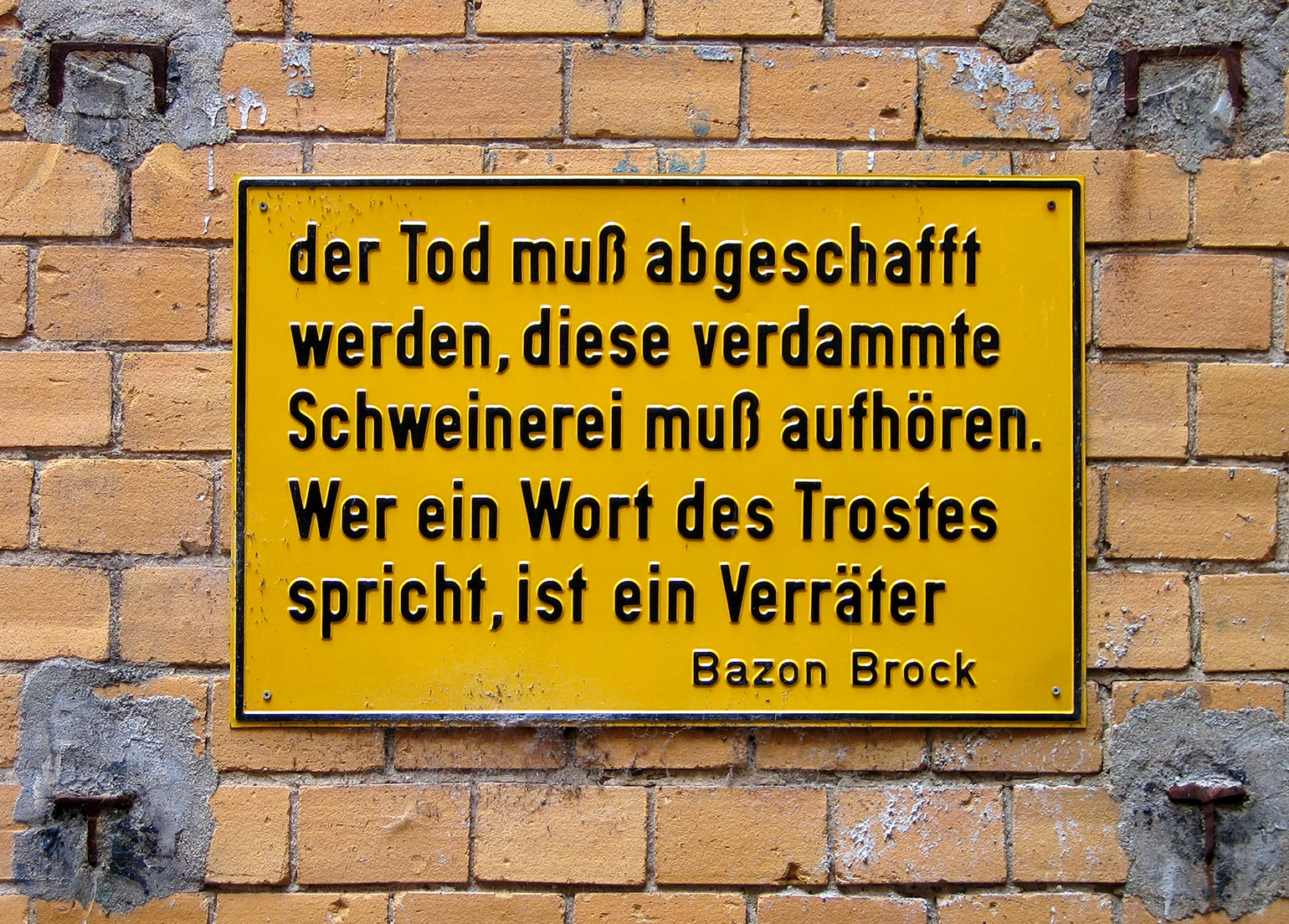
Zitat von Bazon Brock auf einem Schild in Berlin (Sophie-Gips-Höfe)

Brocks Arbeitsschwerpunkte und wichtigste Theoreme finden sich in seinem Werk: Bazon Brock: THEOREME. Er lebte, liebte, lehrte und starb. Was hat er sich dabei gedacht? Hrsg. von Marina Sawall. Köln: Verlag der Buchhandlung Walther König, 2017, das eine gute Übersicht und Einführung in das Brocksche Denken und sein Werk bietet. Eine gute Übersicht über das Werk von Bazon Brock bieten Nicola Stratmanns Buch Bazon Brock: Der Selbstfesselungskünstler und die Dissertation von Andrea Seyfarth „Selbstreflexive Avantgarde. Bazon Brock über Innovation und Tradition“ (Friedrich-Schiller-Universität Jena, 2020).

### Ästhetik als Vermittlung
Den Begriff „Ästhetik als Vermittlung“ prägte Brock in seinem gleichnamigen Buch aus dem Jahr 1977, in dem er seine wichtigsten Veröffentlichungen von 1957 bis 1977 und alle bis dahin absolvierten Veranstaltungen auflistet und viele davon auch vorstellt. Die „Ästhetik als Vermittlung“ ist zugleich sein zentrales Lehr- und Aktionskonzept, zu dem auch die Aktionslehrstücke – sogenannte „Action Teachings“ mit „Theoretischen Objekten“ gehören. Die „Theoretischen Objekte“ (z. B. das „Reißverschlusskleid“ (1967), die „Literaturbleche“ (1967–70) oder die „Goldenen Essstäbchen“ (1980/2013)) bezeichnet Brock auch als „cognitive tools“, da er sie als Erkenntniswerkzeuge ansieht, mit denen er abstrakte Theorien anschaulich zu machen versucht. Er verwendet sie auch in den von ihm begründeten „Bürger- und Besucherschulen“. Letztere haben eine Professionalisierung der Bürger zum Ziel (Untergruppen sind Rezipienten, Konsumenten, Patienten, Wähler und Gläubige). Sein Anliegen ist es, das Publikum darin zu unterstützen, Orientierung im Alltag zu finden, Widersprüche auszuhalten, unlösbare Probleme zu „bemeistern“, und ihrem Leben durch Persönlichkeitsbildung und Stärkung der Urteilskraft einen Sinnzusammenhang zu geben. Neben den Besucherschulen war dafür das Studium Generale Der professionalisierte Bürger (2010–2012) an der HfG Karlsruhe beispielgebend. Action Teachings und Ausstellungen, die sich konkret darauf beziehen, sind etwa: „A-Männer, B-Männer“ (1966), „Ich inszeniere Ihr Leben“ (1970), Persönlichkeit werden … zum höchsten Glück auf Erden (1978), „Selbsterregung – eine rhetorische Oper zur Erzwingung der Gefühle“ (1986-1991).
Zur „Ästhetik als Vermittlung“ gehört die Mitte der 1960er Jahre von Brock begründete „Nichtnormative Ästhetik“, bei der normative ästhetische Theorien „zugunsten von beobachtender und beschreibender Entfaltung der Phänomene“ der Alltagswelt aufgegeben werden und nach neuen Lehrvermittlungsformen gesucht wird. Diese fand Brock dann mit den „Action Teachings“ und „theoretischen Objekten“ als Erkenntniswerkzeugen.

### Action Teaching
Die Vermittlungsform des Action Teachings (Aktionslehrstück) ist ein zentraler Teil der „Ästhetik als Vermittlung“. Das Publikum wird zum eigentlichen Akteur.

„Den Begriff des ‚Action Teaching‘ verwendete ich (wie auch Allan Kaprow) seit 1959. Für meine Generation, also für Leute, die ab Ende der 50er Jahre aktiv wurden, hat Robert Filliou in seinem 1970 bei Walther König erschienenen Werk ‚Lehren und Lernen als Aufführungskünste‘ die Positionen markiert. Filliou betrieb damals in Paris seine ‚Galerie auf dem behüteten Kopf‘. Ich traf ihn zusammen mit Daniel Spoerri mehr oder weniger regelmäßig. Uns allen kam es darauf an, analog zum investigativen Journalismus die investigative Kunst zu entwickeln, an der sich gleichermaßen Künstler wie Publikum beteiligten. Im Happening etwa war intendiert, dass Akteure und Zuschauer in problematisierende Vorgaben einbezogen wurden, aber die Erwartungen des Publikums blieben zu stark an gesellschaftliche Ereignisformen wie Fest und Feier oder Spaßhaben bei Überbietungsauffälligkeiten gebunden. Wir fanden, dass das Verhältnis von Aktion und Rezeption auf den Kern reduziert werden sollte: auf das Parallelswingen von Redner und Hörer, auf die Resonanz des Lehrenden im Lernenden, auf die Spiegelung des Vorgeführten in den Augen der Neugierigen, auf den Paarlauf von Künstler und Publikum. Es sollte dem Publikum nahegebracht werden, die Rezeptionstätigkeit als eine Aktivität zu verstehen und nicht länger als ein passives Aufnehmen. Ich wählte das ‚Action Teaching’, weil das Publikum selbst in der Art, wie es rezipiert, den Sprechenden, den Rhetor, den Künstler, den Vorführenden etwas lehrt, der selbst wiederum nicht nur situativ darauf eingeht, was im Publikum passiert, sondern das Publikum als den eigentlichen Akteur fordert.“

## Besucherschule
Auf der Kasseler documenta 4 1968 richtete Brock erstmals eine „Besucherschule“ ein, die den Besuchern der documenta Verständnis und Aneignungstechniken für zeitgenössische Kunst vermitteln sollte. Dabei wurden die Programme als Multivisionen (Dia, Video, Film und Tonband) vorgeführt, Brock hielt die Besucherschule auch mehrfach wöchentlich live als Action Teaching ab.
In Form eines „audiovisuellen Vorworts“ hat Brock seine Besucherschule auf der von Harald Szeemann kuratierten documenta 5 1972 angeboten, an deren Konzeption er wesentlich beteiligt war. Weitere Besucherschulen gab es auf der documenta 6 1977 und documenta 7 1982. Zur documenta 8 1987 entwickelte er sein Besucherschulkonzept in Form eines Fernseh-, Radio- und Katalogbeitrags und zur documenta 9 1992 als Video (mit dem Titel Der Körper des Kunstbetrachters).
Grundlegend für die Entwicklung der Besucherschule als einer frühen Form der Kunstvermittlung war Brocks Anspruch, das Publikum „zu befähigen, das Gezeigte zu bewerten, indem man es auch das Nicht-Gezeigte kennen lernen lässt“. Die Besucherschule war seine Reaktion darauf, dass – wohl aus Kostengründen – „keiner der Verantwortlichen […] mit meiner Idee einverstanden [war], zur Professionalisierung der Betrachter zwei documentas zu veranstalten. Eine documenta, auf der die neueste und wichtigste Kunst präsentiert wird, und eine zweite, die zeigte, was nicht ausgestellt wurde. Im Sinne der Professionalisierung ist es nämlich notwendig, dass der Betrachter weiß, was der Kurator zeigt. Das kann er aber nur dann wissen, wenn er Kenntnis davon hat, was der Kurator nicht zeigt.“
In den 1980er und 1990er Jahren setzte er die Besucherschule bei den Kunstmessen Art Frankfurt und Art Basel fort. Im Mai und Juni 2009 nahm Brock anlässlich der Ausstellung 60 Jahre – 60 Werke, Kunst aus der Bundesrepublik Deutschland im Berliner Martin-Gropius-Bau seinen Ansatz mit einer täglichen Besucherschule wieder auf.
Als zeitgemäße Weiterentwicklung der Besucherschule initiierte Bazon Brock 2010 das Studium Generale Der professionalisierte Bürger an der Staatlichen Hochschule für Gestaltung Karlsruhe. Drei Jahre lang wurden dort kostenlose Ausbildungsangebote für „Diplom-Rezipienten, Diplom-Patienten, Diplom-Konsumenten, Diplom-Bürger und Diplom-Gläubige“ angeboten. Eine weitere Ergänzung stellt die Denkerei in Berlin-Kreuzberg dar, die zum 1. Mai 2019 die Räume am Oranienplatz verlassen musste. Das Konzept der Denkerei wird mit Veranstaltungen an wechselnden Orten weitergeführt.

## Aktionen (Auswahl)
- Die große Hamburger Linie[32] (Theoretisches Objekt und Literarische Aktion mit Friedensreich Hundertwasser) Hamburg/Staatliche Hochschule für Bildende Künste 18. – 20. Dezember 1959.
- Donnerstagsmanifeste[33] (mit Hermann Goepfert und teilweise Rochus Kowallek), Hauptwache, Frankfurt a. M. 1962, darunter: „Vergoldung der Umwelt“, „Heia Safari“ „Ihr Tauben, man will Euch böse“, „Wir warten auf den Tod von…“, „Imperative Befehlsnormen“.
- Krieg den Hütten, Friede den Palästen. Bitte um glückliche Bomben auf die deutsche Pissoirlandschaft,[34] Aktion und Manifest, Frankfurt am Main und Berlin/Galerie Sydow 1963.
- Das deutsche Tier und seine Herren,[35] Hannover 1963 und Paris Biennale 1963.
- Bloomsday mit der Bloomzeitung[36] (theoretisches Objekt auf Basis der reproduzierten Bild-Ausgabe vom 8. April 1963) und Aktion „Des lieben Springer geteiltes Deutschland“[37] in der Galerie Loehr und auf der Hauptwache, Frankfurt a. M. 15. Juni 1963. Wiederholung 1964 in Düsseldorf und 1965 in Berlin/Galerie Block
- „Wollt Ihr den totalen Krieg? Aktion zum 20. Juli“ im Rahmen des Festivals der neuen Kunst[38] an der TH Aachen am 20. Juli 1964. Weitere Teilnehmer waren: Eric Andersen, Joseph Beuys, Stanley Brouwn, Henning Christiansen, Robert Filliou, Ludwig Gosewitz, Arthur Koepcke, Tomas Schmit, Ben Vautier, Wolf Vostell, Emmett Williams. Organisiert wurde es von Valdis Abolins und Tomas Schmit.
- Agit-Pop (Brock)[39] — Fluxus (Beuys) — De-Coll/age (Vostell). Aktion im Innenhof der ZDF-Redaktion in Düsseldorf und Livesendung des ZDF am 11. Dezember 1964 (Brock hielt einen Vortrag mit dem Titel „Das Schweigen der Väter“). Die Aktion war eine Fortsetzung des Festivals der neuen Kunst an der TH Aachen, das von der Polizei abgebrochen wurde.
- Der Satz. 24 Stunden.[40] Literarische Aktion und Rezipiententraining im Rahmen des 24-Stunden-Happening in Wuppertal, 5. Juni 1965. Weitere Teilnehmer des 24-Stunden-Happenings waren Joseph Beuys, Charlotte Moorman, Nam June Paik, Eckhart Rahn, Tomas Schmit und Wolf Vostell. Zur Aktion ist auch eine umfangreiche Publikation erschienen.[41]
- Theater der Position. Eine dramatisierte Illustrierte.[42] Aktionstheater im Rahmen der Experimenta 1, Frankfurt/Städtische Bühnen 1966 und Text in: Theater heute 7/1966.
- Wegwerfbewegung,[43] u. a. in Berlin 1967 und zur Jahrestagung des Bundes Deutscher Architekten (BDA) in Hannover, Juni 1967.
- Literaturbleche.[44] 18 verschiedene Versionen, Auflage 200 Stück. Theoretische Objekte und Galerieaktionen in den Jahren 1967 bis 1970. Darunter: „Der Tod muss abgeschafft werden …“[45]
- Unterstzuoberst. Auch Liebe ist Arbeit.[46] Aktionstheater und Programmhefttext im Rahmen der Experimenta 3, Frankfurt/Städtische Bühnen 1969. Regie: Dieter Reible, Wieland Schulz-Keil, Frieder Anders
- Pfingstpredigt, Aktionstheater, aufgeführt im Rahmen der Experimenta 4/Frankfurt 1971 (Hauptwache); Text abgedruckt in: Karlheinz Braun, Peter Iden (Hrsg.): Neues deutsches Theater. München/Diogenes 1971.[47]
- Ersteigung des Mont Ventoux zus. mit Peter Handke, Hubert Burda u.weiteren. Stiftung des Petrarca-Preises (Dieter E.Zimmer in: Die Zeit, 24. Juli 1975)
- Zeig Dein liebstes Gut – zeig Dein Liebstes gut, Internationales Designzentrum Berlin 1977.
- Im Gehen Preußen verstehen. Ein Kulturlehrpfad der historischen Imagination. Im Rahmen der Ausstellung „Preussen, Versuch einer Bilanz“, Berlin 1981 / Internat. Design-Zentrum Berlin e.V.
- Wa(h)re Kunst. Der Museumsshop als Wunderkammer, seit 1997 in Museumsshops in verschiedenen Städten (u. a. Linz, Frankfurt a. M., Dortmund).
- Die Macht des Alters. Strategien der Meisterschaft, Berlin, Bonn, Stuttgart 1998/99.
- Lustmarsch durchs Theoriegelände. Musealisiert Euch!,[48] 2006 in 11 Städten (Frankfurt a. M.: Schirn Kunsthalle; Berlin: Volksbühne am Rosa-Luxemburg-Platz; München: Haus der Kunst; Karlsruhe: ZKM – Zentrum für Kunst und Medien; Leipzig: Museum der bildenden Künste; Köln: Museum Ludwig; Graz: Neue Galerie am Landesmuseum Joanneum; Hannover: Kestnergesellschaft; Wuppertal: Von der Heydt-Museum; Hamburg: Sammlung Falckenberg; Pfäffikon/Schweiz: Perforum-Seedamm Kulturzentrum)[48][49] – Anlässlich seines 70. Geburtstags 2006 zog Brock Bilanz und skizzierte in einem elf Stationen durchlaufenden Lustmarsch elf Topologien, mit denen er sich 50 Jahre lang in Literatur, Theater, Ästhetik, Film, Fernsehen, Hörfunk, Action Teaching und Ausstellungen beschäftigt hat.
- Musealisierung als Strategie zur Zivilisierung von Kulturen, seit 2007 an verschiedenen Orten, so z. B. als Feier des „Tags der Weltzivilisierung“ (jeweils der 24. November, da „Staatspräsident Atatürk [am 24. November 1934] mit einem genialen Dekret bestimmt [hat], dass die Große Moschee von Istanbul, die ehemalige Hagia Sophia“ in ein Museum umgewandelt werden solle),[50] zum ersten Mal 2007 im Badischen Landesmuseum Karlsruhe und 2008 in der Mendelssohn-Remise Berlin,[51] später auch mehrmals in der von Brock in Berlin gegründeten Denkerei in Berlin.
- Prophets in residence – Orakel oder Bestimmung der Zukunft, 2010 im Deutschen Historischen Museum Berlin.[52][53]
- Pythagoras in Delphi. Zur Ästhetik der Welteinheit, 2010 in der Hochschule für Gestaltung Karlsruhe.[54]
- Denkerei/Amt für Arbeit an unlösbaren Problemen und Maßnahmen der hohen Hand, seit 2011[55]

## Schriften (Auswahl)

### Bücher
- Kotflügel, Kotflügel. Verlag E. A. George, Itzehoe 1957.
  - Neuauflage Kotflügel. Sprechmaschine nackt im Damenjournal. Faber & Faber, Leipzig 2006, ISBN 3-936618-80-1.
- D.A.S.E.R.S.C.H.R.E.C.K.E.N.A.M.S. Anwendung jenes Prinzips des Unvermögens. Lyrikband mit Strukturen von Bernhard Childs. (Dädalus-Reihe, Band 3) Verlag Carl Laszlo, Basel/Panderma 1960.
- Bazon Brock, was machen Sie jetzt so? (Autobiografie). J. Melzer, Darmstadt 1968.
- Ästhetik als Vermittlung. Arbeitsbiographie eines Generalisten. Hrsg.: Karla Fohrbeck. DuMont Kunstverlag, Köln 1977, ISBN 3-7701-0671-7.
- Ästhetik gegen erzwungene Unmittelbarkeit. Die Gottsucherbande. Schriften 1978–1986, hrsg. von Nicola von Velsen. DuMont Buchverlag, Köln 1986, ISBN 3-7701-1976-2.
- Die Re-Dekade: Kunst und Kultur der 80er Jahre. Klinkhardt und Biermann, München 1990, ISBN 3-7814-0288-6.
- Die Macht des Alters. Strategien der Meisterschaft, Katalog zur Ausstellung in Berlin, Bonn und Stuttgart. DuMont, Köln 1998, ISBN 3-7701-4652-2.
- Die Welt zu Deinen Füßen. Den Boden im Blick: Naturwerk – Kunstwerk – Vorwerk. DuMont, Köln 1998, ISBN 3-7701-4483-X
- Lock-Buch Bazon Brock. ‚Gebt Ihr ein Stück, so gebt es gleich in Stücken‘. DuMont, Köln 2000, ISBN 3-7701-5436-3.
- Der Barbar als Kulturheld. Bazon Brock III: gesammelte Schriften 1991–2002, Ästhetik des Unterlassens, Kritik der Wahrheit – wie man wird, der man nicht ist. Dumont Literatur und Kunst Verlag, Köln 2002, ISBN 3-8321-7149-5.
- Bildersturm und stramme Haltung. Texte 1968 bis 1996, ausgewählt und einem Vorwort von Rolf Sachsse, Verlag der Kunst, Philo Fine Arts, Dresden 2002 (Fundus-Bücher; 155), ISBN 3-364-00395-5.
- Lustmarsch durchs Theoriegelände. Musealisiert euch! Mit einer Einleitung von Peter Sloterdijk. DuMont, Köln 2008, ISBN 978-3-8321-9024-8.
- mit Hans Ulrich Reck: Utopie und Evidenzkritik. Diskursive Twin Towers / Theorieturnier der Dioskuren – erster Band. Hrsg.: Christian Bauer, Verlag Philo Fine Arts, Hamburg 2010 (Fundus-Bücher; 185), ISBN 978-3-86572-584-4.
- mit Hans Ulrich Reck: Tarnen und Täuschen. Diskursive Twin Towers / Theorieturnier der Dioskuren – zweiter Band, Hrsg.: Christian Bauer, Verlag Philo Fine Arts, Hamburg 2010 (Fundus-Bücher; 186), ISBN 978-3-86572-584-4.
- Kritik der kabarettistischen Vernunft. Ein autobiografisches Scherbengerücht. Bd. 1, Distanz-Verlag, Berlin 2016, ISBN 978-3-95476-163-0.
- THEOREME. Er lebte, liebte, lehrte und starb. Was hat er sich dabei gedacht?, hrsg. von Marina Sawall, Verlag der Buchhandlung Walther König, Köln 2017, ISBN 978-3-96098-001-8 (Neuaufl. 2020).
- Noch ist Europa nicht verloren. Kritik der kabarettistischen Vernunft. Bd. 2, hrsg. von Marina Sawall, Distanz-Verlag, 2020, ISBN 978-3-95476-336-8.
- Kürzeste Besucherschule d15 von Bazon Brock, Denker im Dienst der Polemosophie. Der Fluch der guten Tat. Kulturalismus erledigt die Kunst, Verlag der Buchhandlung Walther König, Köln 2022, ISBN 978-3-7533-0307-9.
- Eine schwere Entdeutschung. Der Widerruf des 20. Jahrhunderts ist die Zukunft Europas, Textauswahl und Neuordnung: Marina Sawall, Schwabe-Verlag, Basel 2024, ISBN 978-3-7965-5101-7.

### Artikel
- Gerüstgrundriß für Übersichtsleser. In: März-Texte 1. März, Darmstadt 1969 u.ö., wieder in Mammut. März-Texte 1 & 2. ebd. Herbstein 1984, wieder als Reprint März Texte 1 & Trivialmythen. Area, Erftstadt 2004, ISBN 3-89996-029-7, S. 9–14.
- Die Ruine als Form der Vermittlung von Fragment und Totalität. In: Lucien Dällenbach, Christiaan L. Hart Nibbrig (Hrsg.): Fragment und Totalität. Suhrkamp, Frankfurt am Main 1984, ISBN 3-518-11107-8, S. 124–140.
- Nur wer mehr ist als er selbst, ist er. In: Anna Duque y González, Matthias Wagner K (Hrsg.): Egokollektiv. Peter Zizka. Verlag Buchhandlung Walther König, Köln 2018, ISBN 978-3-96098-364-4, S. 186–194.

### Herausgeberschaft
- mit Achim Preiß: Kunst auf Befehl? Dreiunddreißig bis Fünfundvierzig. Klinkhardt u. Biermann, München 1990, ISBN 3-7814-0285-1.
- mit Achim Preiß: Ikonographia. Anleitung zum Lesen von Bildern. Festschrift für Donat de Chapeaurouge. Klinkhardt u. Biermann, München 1990, ISBN 3-7814-0290-8.
- mit Gerlinde Koschik: Krieg und Kunst. mit Beiträgen von u. a. Bazon Brock, Dirk Baecker, Chantal Mouffe, Boris Groys, Friedrich Kittler, Klaus Theweleit, Peter Sloterdijk. Fink, München 2002, ISBN 978-3-7705-3742-6.
- mit Peter Sloterdijk: Der Profi-Bürger. Handreichungen für die Ausbildung von Diplom-Bürgern, Diplom-Patienten, Diplom-Konsumenten, Diplom-Rezipienten und Diplom-Gläubigen. Fink, Paderborn 2011, ISBN 978-3-7705-5160-6.

## Film- und Videodokumente

### Video/DVD
- Wir wollen Gott! Aus dem Unterhaltungsprogramm für die Hölle – erste theatralische Demonstration. Bühnen der Stadt Bonn, 14. Juni 1984. (DVD 2010)
- Der Körper des Kunstbetrachters. Videokatalog zur Documenta IX im Juni 1992 hergestellt und mehrmals im Fernsehen gezeigt. rtv/Deutscher Supplement Verlag, Nürnberg 1991.
- Navigatoren, Radikatoren, Moderatoren. Installation eines Theoriegeländes zur Geschichte der Steuerungstechniken. Besucherschule im Portikus Frankfurt a. M. 1997. Erschienen 2004.
- Lustmarsch durchs Theoriegelände. Von und mit Bazon Brock (2008)
- Der Konsument als Weltverschlinger. Vortrag von Bazon Brock. Ein Film von Barbara Vogelmann. München 2007.
- 60 Jahre – 60 Werke. Kunst aus der Bundesrepublik Deutschland 1949 - 2009. Besucherschule im Martin-Gropius-Bau, Berlin 2009.
- Der experimentelle Tintenfasswurf auf der Wartburg. Mit Bazon Brock und Moritz Götze. Ein Film von Peter Lang (1958-2014), 2009 (2014)
- Bazon Brock. Mann mit Mission. Universalpoet und Prognostiker. Filmbox mit 16 DVDs. Verlag und Datenbank für Geisteswissenschaften VDG, Weimar 2010, ISBN 978-3-89739-688-3.

### Filmografie
- Peggy und die anderen oder: Wer trägt die Avantgarde? (Regie: Werner Nekes, D 1980). Für die Ausstellung Westkunst von Kasper König. Brock in den Rollen: Peggy Guggenheim, Pierre Restany, Jean Dubuffet.[56]
- Eine deutsche Revolution (Spielfilm über das Leben Georg Büchners); R: Helmut Herbst, BRD 1981/82. Brock in der Rolle des Hofrat von Stein.
- L'Occhio di Dio (dt.: Das Auge Gottes; Theoriefilm; Regie: Christian Matthiessen, Darsteller: Bazon Brock, Martin Horn, Andreas Windhuis, Jonathan Meese, Beat Wyss, Peter Weibel; D 2014)[57]
- Bazon –Ernste Scherze (Dokumentarfilm, Regie: Peter Sempel, D 2016)[58]

### TV-Produktionen
- Kunst und Ketchup – Ein Bericht über Pop-Art und Happening. Südfunk Stuttgart, 1966. Regie: Elmar Hügler. Joseph Beuys, Bazon Brock, Charlotte Moorman, Nam June Paik, Wolf Vostell u. a. werden in frühen Happenings gezeigt.
- Der Philosoph kommt in die Stadt. Ein Senderexperiment. Aktion in Köln und Livesendung in der Reihe Wünsch Dir was, Westdeutscher Rundfunk, Mai 1969.
- Was heißt und zu welchem Ende studiert man Universalgeschichte? 15-min.-Aktion (Livesendung) in der Reihe Wünsch Dir was, Fernsehen Radio Bremen, 1970.
- Ästhetik in der Alltagswelt. Sender Freies Berlin, 1973. Konferenz und Film mit Bazon Brock, Tilman Buddensieg, Matthias Eberle, Walter Hess, Heinrich Klotz, Martin Warnke, Wolfgang Kemp, Rudolf Knubel, Erwin Palm, Norbert Elias, Rudolf Arnheim, Carlo Giulio Argan (Rom), Gyorgy Kepes (Cambridge, USA), George Kubler (New Haven, USA).
- Der Hang zum Gesamtkunstwerk. Diskussion in der Sendung „Nachtschalter unterwegs“ des WDR, 1. März 1983. Streitgespräch zwischen den Professoren Josef Beuys (JB), Bazon Brock (BB), Frei Otto (FO) sowie dem Verleger und Schriftsteller Wolf Jobst Siedler (WJS) und dem Ausstellungsmacher Dr. Harald Szeemann (HS). Durch die Sendung führte Werner Hamerski (WH).
- Selbsterregung – eine rhetorische Oper zur Erzwingung der Gefühle (vom WDR produziert, am 17. April 1992 ausgestrahlt), Schiebener und Jürgens, Köln 1990.
- Quer Denken – Gerade Gehen 45 Min. / D, PL. Ein Portraitfilm von Ingo Hamacher Bellacoola über Bazon Brock wurde in der Reihe „Querköpfe“ von BellaCoola für den WDR produziert und im April 1991 ausgestrahlt.
- Bazon Brock zur Geschichte der Kybernetik, 6-stündige Aufzeichnung von 3sat, 1997, anlässlich der „Installation eines Theoriegeländes“ im Portikus, Frankfurt, Februar 1997.
- Bazon Brock war von 1997 bis 2008 Moderator der Fernsehdiskussion „Bilderstreit“ in 3sat.
- Der Griff ins Schwarze. Bazon Brock über Dada und die Folgen. Sendung: News & Stories von Alexander Kluge / dctp/KAIROS, Sat 1, 8. Januar 2012.

## Hörspiele und Radio-Sendungen
- Des Kaisers kleinste Größe. Funkerzählung für den Süddeutschen Rundfunk/Stuttgart II, 9. Oktober 1966 und Wiederholung vom Hessischen Rundfunk im gleichen Jahr
- Sag die Wahrheit – ein Rollenspiel mit Peter Iden und Rudolf Zwirner im Bayerischen Rundfunk, 1. Programm (Leitung: Guido Baumann), Juni 1966
- Bazon Brock als Disc-Jockey. Moderation in der Reihe: Autoren als Disc-Jockeys des Sender Freies Berlin, 22. April 1968
- Grundgeräusche und ein Hörraum. Auf dem Wege zu einer Grammatik akustischer Umweltbestimmung. Hörspiel und Hörschule als Auftragsarbeit des Westdeutschen Rundfunks (Realisation: Hans Gerd Krogmann), WDR/Sender Freies Berlin III, 30. Oktober 1969.
- Autoren-Musik. Der Autor: Bazon Brock, Essay mit Musikstücken, 48 Minuten, SWR, 1972
- Triumphe meines Willens. Leistungssport in der alltäglichen Olympiade des Überlebens – ein mitgehörtes unerhörtes Ereignis zur Technik des permanenten Höhepunkts. Eine Aufnahme des Süddeutschen Rundfunks, 1972.
- Fininvest. Eine Historie der Anstrengung zum Ende zu kommen. 125 Schlusspassagen musikalischer Großformen von Corelli bis Philip Glass. Von Bazon Brock, Christian Hedtkamp und Hartmut Krech, im Rahmen der Ausstellung „Die Macht des Alters – Strategien der Meisterschaft“ 1998
- Jeremia Casting – ein Hört, Hört. Deutschlandfunk Kultur, hr2-kultur, ZKM Karlsruhe. Regie: Bazon Brock, Christian Bauer, Holger Stenschke. Ursendung in hr2-kultur am 27. April 2011.

Drei der hier aufgeführten Hörspiele von Bazon Brock wurden 1986 als Kassetten im S-Press Tonband-Verlag, Köln, veröffentlicht: „Des Kaisers kleinste Größe“, „Triumphe meines Willens“ und „Grundgeräusche und ein Hörraum“.